# Binh chủng Tên lửa phòng không, Quân đội nhân dân Việt Nam

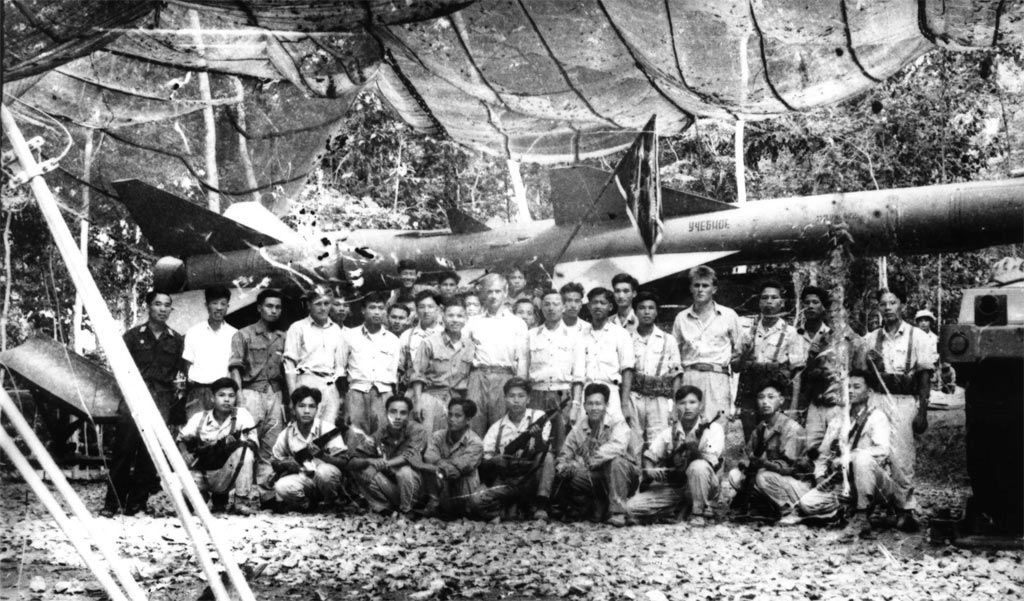
Các chuyên gia quân sự Liên Xô huấn luyện tên lửa và các học viên Việt Nam tại một căn cứ ở miền Bắc Việt Nam. Tháng 5 năm 1965.

Binh chủng Tên lửa phòng không là một binh chủng của Quân đội nhân dân Việt Nam, thuộc Quân chủng Phòng không-Không quân, có nhiệm vụ sử dụng tổ hợp tên lửa để tiêu diệt các khí cụ bay của đối phương ở trên không. Binh chủng Tên lửa phòng không có thể tác chiến độc lập hoặc hiệp đồng với các cụm lực lượng phòng không khác và không quân để bảo vệ các trung tâm chính trị, kinh tế, cụm lực lượng vũ trang và các mục tiêu quan trọng khác của đất nước. Binh chủng đã được phong tặng danh hiệu Anh hùng lực lượng vũ trang nhân dân năm 1973.
Ngày truyền thống: 24 tháng 7 năm 1965 (ngày bắn rơi chiếc máy bay Mỹ đầu tiên).

## Lịch sử

### Trung đoàn tên lửa đầu tiên

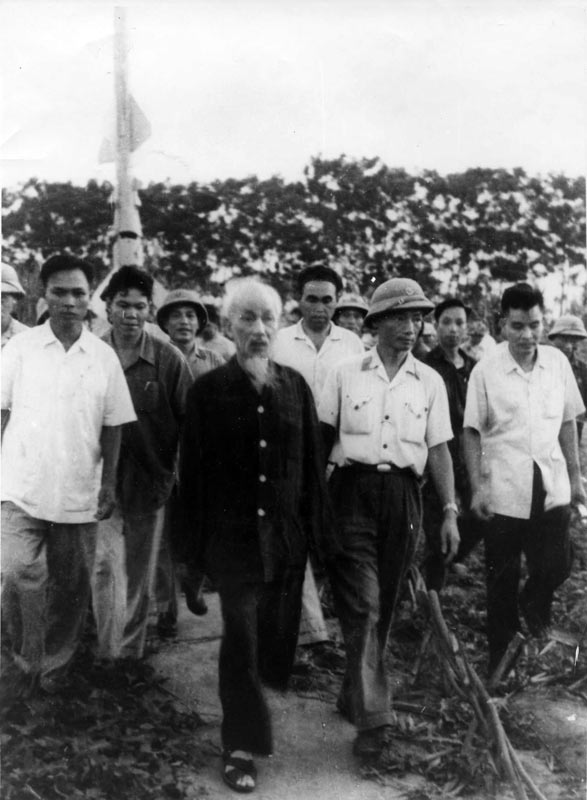
Chủ tịch Hồ chí Minh đến thăm Tiểu đoàn hỏa lực 61, Trung đoàn tên lửa 236; đơn vị tên lửa phòng không đầu tiên của QĐNDVN

Năm 1958, Bộ Quốc phòng Việt Nam Dân chủ Cộng hòa bắt đầu cử hàng trăm cán bộ, chiến sĩ đi học sử dụng vũ khí tên lửa phòng không tại các trung tâm huấn luyện quân sự của Liên Xô ở Leningrad, Kiev, Odessa, Minsk...
Ngày 10 tháng 7 năm 1963, một đơn vị đặc biệt mang phiên hiệu Trung đoàn 228B (trùng tên với trung đoàn cao xạ 228 để giữ bí mật) được thành lập. Cán bộ, chiến sĩ được lựa chọn kỹ từ khắp các đơn vị trong toàn quân, một số đông kỹ sư vô tuyến điện, hóa học, cán bộ kỹ thuật từ Trường đại học Bách khoa, các trường trung cấp kỹ thuật và rất nhiều học sinh phổ thông cấp III được điều động về xây dựng trung đoàn.
Ngày 7 tháng 1 năm 1965, Bộ Quốc phòng ra quyết định số 03/QĐ-QP thành lập Trung đoàn 236 là trung đoàn tên lửa phòng không đầu tiên thuộc Bộ tư lệnh Phòng không - Không quân (Để giữ bí mật, trong quyết định ghi: Trung đoàn cao xạ 236).
Từ giữa tháng 3 năm 1965, phần đông cán bộ, chiến sĩ Trung đoàn 228B, những cán bộ từ Liên Xô trở về, hàng trăm chiến sĩ được lựa chọn kỹ với chất lượng cao được tập trung về xây dựng Trung đoàn tên lửa 236. Trong biên chế của trung đoàn có các cơ quan, bốn tiểu đoàn hỏa lực (61, 62, 63, 64) và một tiểu đoàn kỹ thuật (65). Trung đoàn được huấn luyện tại căn cứ Mỏ Chén (Sơn Tây) dưới mật danh "Công trường 100".
Các cán bộ chỉ huy: 
- Nguyễn Quang Tuyến, Trần Nhẫn, Trần Xanh, Phạm Đăng Ty, Nguyễn Ly Sơn giữ chức trung đoàn trưởng, trung đoàn phó, chính ủy và phó chính ủy.
- Lê Thanh Cảnh, Phạm Đăng Thông, Vũ Văn Thao, Hoàng Phùng Ngọc giữ chức tham mưu trưởng, chủ nhiệm chính trị, hậu cần và kỹ thuật của trung đoàn.
- Hồ Sĩ Hưu, Trần Đình Huề, Nguyễn Tiến Thu, Nguyễn Văn Ninh, Nguyễn Văn Lung giữ chức tiểu đoàn trưởng.
- Vũ Ngọc Thuỵ, Đinh Công Tiếu, Nguyễn Thanh Đạt, Trần Hòa, Đào Tiến giữ chức chính trị viên tiểu đoàn.

Ngày 27 tháng 3 năm 1965, Việt Nam Dân chủ cộng hòa và Liên Xô đã ký hiệp nghị đưa vào Việt Nam 4, 5 cơ số quả tên lửa (loại B-750B) đi kèm với trang bị kỹ thuật cho hai trung đoàn tên lửa phòng không đầu tiên, sử dụng tên lửa đất đối không SAM-2.
Ngày 1 tháng 5 năm 1965, lễ chính thức thành lập Trung đoàn tên lửa 236 được tổ chức tại trung tâm huấn luyện Mỏ Chén.

### Trận đánh đầu tiên

Một tấm áp phích thời Chiến tranh Việt Nam thể hiện quyết tâm chiến đấu của bộ đội tên lửa Quân đội nhân dân Việt Nam.

Cuối tháng 6 năm 1965, cơ quan tham mưu Quân chủng dưới sự chỉ đạo của thượng tá Nguyễn Quang Tuyến, Tham mưu phó Quân chủng xây dựng được phương án tổ chức trận đánh đầu tiên của bộ đội Tên lửa phòng không.
Khu vực tác chiến được chọn là vùng Suối Hai - Trung Hà, huyện Bất Bạt, tỉnh Sơn Tây nằm phía hữu ngạn sông Đà, cách Hà Nội khoảng 60 km. Để đảm bảo bí mật, các trận địa tên lửa được xây dựng cấp tốc trong 36 giờ.
Trực tiếp tham gia trận đánh là tiểu đoàn 63, 64 của Trung đoàn tên lửa 236 (có tiểu đoàn 61 làm dự bị). Để bảo đảm đánh thắng trận đầu, Quân chủng cho phép kíp chiến đấu do quân nhân Liên Xô trực tiếp thao tác, kíp chiến đấu của Việt Nam theo dõi, học tập rút kinh nghiệm.
Tham gia phối hợp có đại đội radar 26A cùng các đơn vị pháo cao xạ, súng máy của bộ đội và dân quân.
15 giờ 40 phút ngày 24 tháng 7 năm 1965, đại đội radar 26A phát hiện tốp máy bay gồm 4 chiếc F-4 của Không quân Mỹ bay ở độ cao 7.000m bay theo trục sông Đà.
15 giờ 53 phút, tiểu đoàn 63 và 64, mỗi đơn vị phóng 2 quả tên lửa, bắn rơi 1 chiếc F-4. Không quân Mỹ bị bất ngờ nên không có phản ứng lại. Đây là chiếc máy bay Mỹ đầu tiên bị bắn rơi bởi binh chủng Tên lửa phòng không. Ngày 24 tháng 7 năm 1965 sau này được chọn làm ngày truyền thống của binh chủng. (Theo trang Sputnik thì "Vào lúc 14:40 ngày 24/7/1965, tên lửa của Liên Xô đã được khai hỏa - lần đầu tiên trong chiến tranh Việt Nam. Trung đoàn của Mozhaev và Nguyễn Văn Thành bắn hạ 2 máy bay, đơn vị của Ilyins và Nguyễn Văn Ninh — 1 chiếc khác.")

## Thành tích

### Chiến đấu chống lại các chiến dịchSấm Rền

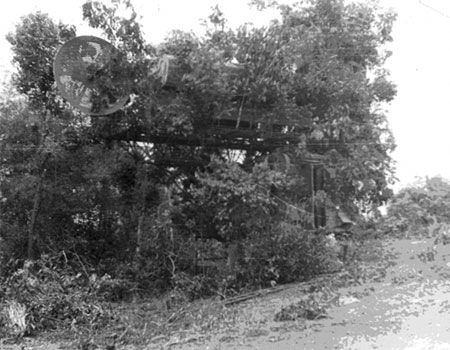
Xe khí tài điều khiển tên lửa SNR-75B được ngụy trang

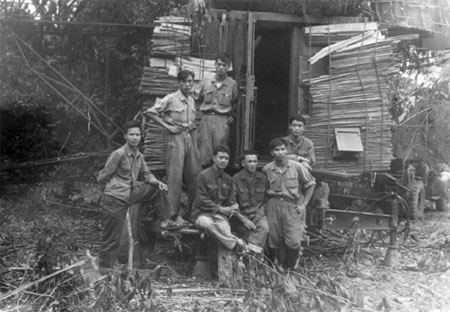
Một kíp chiến đấu của Trung đoàn tên lửa 263 sau trận đánh tại Nghệ An, tháng 9 năm 1968

Trong kháng chiến chống Mỹ, Bộ đội Tên lửa phòng không Việt Nam tham gia chiến đấu 3.452 trận, phóng 5.885 quả đạn, bắn rơi 788 máy bay các loại của địch. Trong đó có 366 chiếc rơi tại chỗ. Bộ đội Tên lửa càng đánh càng thắng lớn. Năm 1966 bắn rơi số máy bay Mỹ gấp đôi năm 1965. Năm 1967 bắn rơi số máy bay Mỹ gấp đôi năm 1966. Đã có tới 9 tháng, bộ đội tên lửa bắn rơi từ 15 máy bay Mỹ trở lên.
- Tháng 10 năm 1965: Bắn rơi 23 chiếc.
- Tháng 7 năm 1966: Bắn rơi 27 chiếc.
- Tháng 8 năm 1966: Bắn rơi 17 chiếc.
- Tháng 4 năm 1967: Bắn rơi 24 chiếc.
- Tháng 8 năm 1967: Bắn rơi 19 chiếc.
- Tháng 10 năm 1967: Bắn rơi 35 chiếc.
- Tháng 11 năm 1967: Bắn rơi 27 chiếc
- Tháng 12 năm 1967: Bắn rơi 18 chiếc.

Có nhiều trận đánh tiêu diệt lớn đã diễn ra.
- Ngày 5-10-1965: Bắn rơi 7 chiếc.
- Ngày 5-11-1965: Bắn rơi 6 chiếc.
- Ngày 19-7-1966: Bắn rơi 7 chiếc.
- Ngày 20-7-1966: Bắn rơi 5 chiếc.
- Ngày 10-5-1967: Bắn rơi 5 chiếc.
- Ngày 19-5-1967: Bắn rơi 5 chiếc.
- Ngày 22-5-1067: Bắn rơi 5 chiếc.
- Ngày 31-8-1967: Bắn rơi 5 chiếc.
- Ngày 24-10-1967: Bắn rơi 6 chiếc.
- Ngày 27-10-1967: Bắn rơi 7 chiếc.
- Ngày 17-11-1967: Bắn rơi 6 chiếc.
- Ngày 19-11-1967: Bắn rơi 8 chiếc.

Riêng Trung đoàn tên lửa 238 (Đoàn Hạ Long) trong điều kiện bị máy bay Mỹ oanh tạc ác liệt trên vùng Quảng Bình - Vĩnh Linh đã chiến đấu có hiệu quả, hạ 6 máy bay ném bom chiến lược B-52.

### Chiến đấu chống các cuộc tập kích đường không của không quân Mỹ trong năm 1972

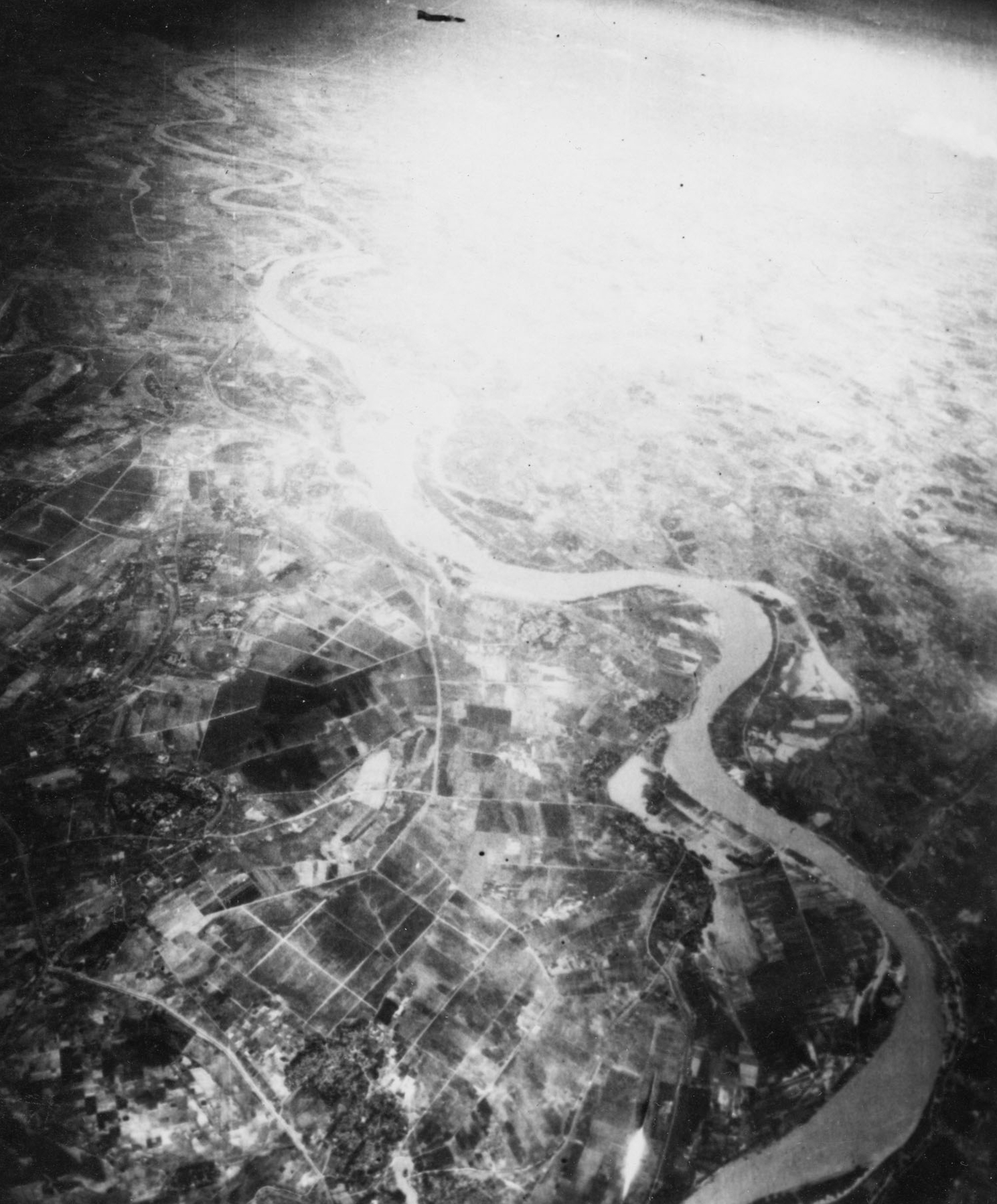
Một tên lửa SA-75 của Bộ đội tên lửa phòng không Việt Nam đang đánh chặn một chiếc RF-4C của Không quân Mỹ trên bầu trời Hà Nội

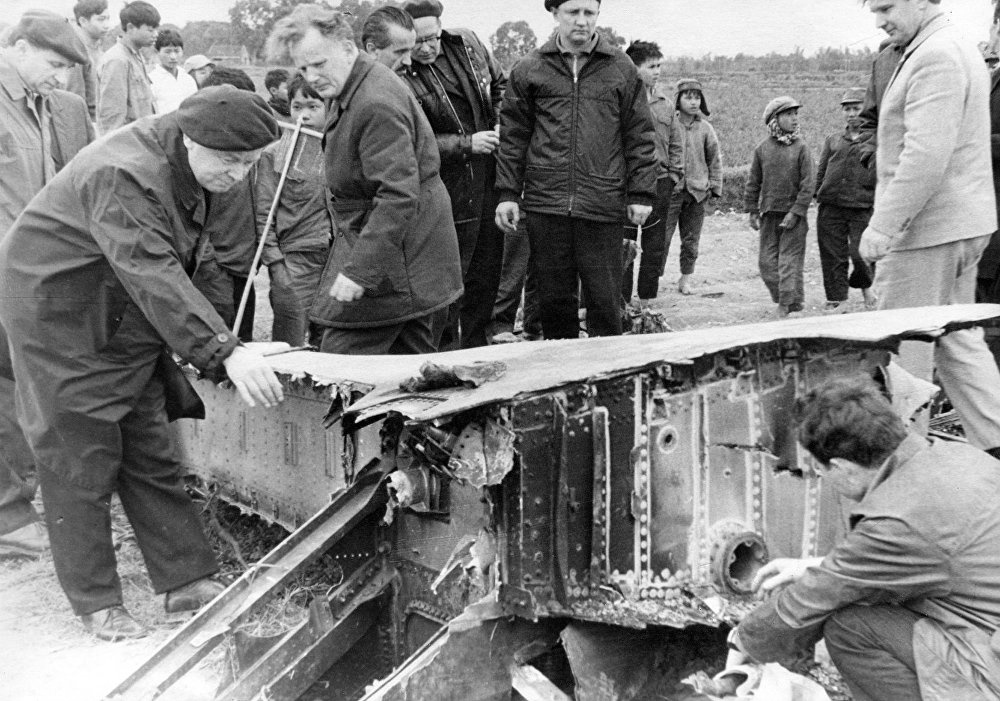
Xác một trong những chiếc B-52 bị lực lượng tên lửa phòng không của Quân đội nhân dân Việt Nam bắn rơi lúc rạng sáng ngày 23-12-1972

Ngày 6-4-1972, Tổng thống Hoa Kỳ Richard Nixon đã ra lệnh cho không quân Mỹ mở lại các cuộc ném bom miền Bắc Việt Nam (Chiến dịch Linebacker I). Trong hai tháng đầu, bộ đội tên lửa phòng không bị máy bay Mỹ gây nhiễu và sử dụng các biện pháp chế áp điện tử nên không đánh được. Trong trận đánh lúc 3 giờ sáng ngày 16-4-1972 tại Hải Phòng chống lại 9 pháo đài bay B-52 được hơn 50 máy bay chiến thuật Mỹ yểm hộ, đã phóng 93 quả đạn nhưng không một máy bay Mỹ nào bị bắn rơi. 9 giờ sáng ngày 16-4-1972, hơn 40 máy bay chiến thuật của không quân Mỹ bay theo đội hình tốp lớn ở độ cao 7 đến 8 km đột nhập vùng trời Tây Bắc Hà Nội. Bộ đội Radar hoang báo B-52 vào đánh hà Nội. Các trung đoàn tên lửa bảo vệ Hà Nội đã phóng về hướng mục tiêu 36 quả đạn nhưng đều trượt mục tiêu và tự hủy. Tên lửa phòng không Việt Nam phải tạm dừng chiến dấu để sửa chữa, hiệu chỉnh, cải tiến, nâng cấp khí tài.
Nhờ sự giúp đỡ của các chuyên gia quân sự Liên Xô đến cuối tháng 5 năm 1972, 53 bộ khí tài SNR-75 và 7 xe khí tài lẻ đã được cải tiến nâng cấp lên chuẩn M, 296 bệ phóng được nâng cấp, 333 quả đạn được hòng được khôi phục. Hơn 40 nội dung kỹ thuật của khí tài tên lửa SA-75 đã được cải tiến, nâng cấp. Khả năng kháng nhiễu diện tử và tránh tên lửa chống bức xạ radar AGM-88 của khí tài tên lửa Việt Nam đã bảo đảm cho các tiểu đoàn hỏa lực trở lại chiến đấu.
- Ngày 27-6-1972, Tiểu đoàn tên lửa 57, Trung đoàn 261 bắn rơi 1 chiếc F-4E tại chỗ tại xã Đại Kim, Thanh Trì, Hà Nội.
- Trong 15 ngày đầu tháng 7-1972, các tiểu đoàn hỏa lực 72, 73, 82, 83 đã hạ 7 máy bay Mỹ.
- Ngày 17 và ngày 19-8-1972, các tiểu đoàn hỏa lực 51, 54 và 72 bắn rơi 1 chiếc RF-4C, 3 chiếc F-4D và 1 chiếc A-6E, thu 1 máy gây nhiễu ALQ-100 của hải quân Mỹ còn nguyên vẹn.
- Đêm 22-11-1972, lúc 21h 48', các tiểu đoàn hỏa lực 43 và 44 bắn trúng 1 chiếc B-52. Máy bay rơi gần Nokhon Phanom, Thái Lan.

Trong chiến dịch phòng không 12 ngày đêm cuối tháng 12 năm 1972 tại Hà Nội, Hải Phòng và một số địa phương ở miền Bắc Việt Nam, 5 trung đoàn tên lửa phòng không bảo vệ hà Nội và Hải Phòng đã đánh hàng trăm trận, tiêu thụ 334 đạn tên lửa B-750B, bắn rơi 7 máy bay chiến thuật các loại, 29 máy bay ném bom chiến lược B-52 của Không quân Mỹ trên tổng số 34 chiếc B-52 bị hạ trong chiến dịch này. Trong đó có 16 chiếc rơi tại chỗ.
- Đêm 18 rạng ngày 19-12-1972: Các tiểu đoàn 59 (E261), 77 (E257), 52 (E263) bắn rơi 2 máy bay B-52, 2 chiếc rơi tại chỗ
- Đêm 19 rạng ngày 20-12-1972: Các tiểu đoàn 57 và 59 (E261) bắn rơi 2 chiếc B-52, không rơi tại chỗ.
- Đêm 20 rạng ngày 21-12-1972: Các tiểu đoán 57, 93, 94 (E261) và 77, 79 (E257) bắn rơi 7 chiếc B-52. Trong đó 6 chiếc rơi tại chỗ.
- Đêm 21 rạng ngày 33-12-1972: các tiểu đoàn 57, 93 (E261) và 78 (E257) bắn rơi 3 chiếc B-52, cả ba đều rơi tại chỗ.
- Đêm 22 rạng ngày 23-12-1972: Các tiểu đoàn 73 (E285), 82 (E238) bắn rơi 2 chiếc B-52, đều rơi trên Vịnh Bắc Bộ.
- Đêm 26-12-1972: Các tiểu đoàn 73 (E285), 81 (E238), 76, 78, 79 (E257), 86 (E274), 93 (E261) bắn rơi 8 chiếc B-52, 5 chiếc rơi tại chỗ.
- Đêm 27-12-1972: Các tiểu đoàn 59, 94 (E261), 77 (E257), 72 (F285) bắn rơi 4 chiếc B-52. 2 chiếc rơi tại chỗ. Trong đó, Tiểu đoàn 72 bắn rơi chiếc B-52 số hiệu 56-0605, mật danh "Cobalt 02" bị tiểu đoàn tên lửa 72 bắn rơi ngay trên đường Hoàng Hoa Thám gần đoạn giao với phố Ngọc Hà và dốc La Pho; chỉ cách Phủ Chủ tịch VNDCCH khoảng 600 m.
- Đêm 28-12-1972: Các tiểu đoàn 77 (E257) và 59 (E261) bắn rơi 3 chiếc B-52. Không có chiếc nào rơi tai chỗ.
- Đêm 29-12-1972: Tiểu đoàn 79 (E257) bắn rơi 1 chiếc B-52 nhưng không rơi tại chỗ.

Từ ngày 4 đến ngày 14-1-1973, các tiểu đoàn hỏa lực 41, 43, 53, 54, 55, 56 đóng ở Khu 4 đã bắn rơi 7 máy bay B-52 nhưng không có chiếc nào rơi tại chỗ.

## Các đơn vị
Hiện nay có 6 sư đoàn phòng không chủ lực của Quân chủng Phòng không-Không quân. Các sư đoàn này bao gồm các trung đoàn tên lửa phòng không cùng pháo cao xạ phối hợp tác chiến, cụ thể:
- Thuộc Sư đoàn Phòng không 361, Quân đội nhân dân Việt Nam (Đoàn phòng không Hà Nội): thành lập ngày 19 tháng 5 năm 1965
  - Trung đoàn tên lửa 236 (Đoàn Sông Đà)
  - Trung đoàn tên lửa 250 (Đoàn Thăng Long)
  - Trung đoàn tên lửa 64
  - Trung đoàn tên lửa 257 (Đoàn Cờ Đỏ)
- Thuộc Sư đoàn Phòng không 363, Quân đội nhân dân Việt Nam (Đoàn phòng không Hải Phòng): thành lập ngày 19 tháng 5 năm 1965
  - Trung đoàn tên lửa 213
  - Trung đoàn tên lửa 238 (Đoàn Hạ Long)
  - Trung đoàn tên lửa 285 (Đoàn Nam Triều)
- Thuộc Sư đoàn Phòng không 365, Quân đội nhân dân Việt Nam (Đoàn phòng không Hà Bắc): thành lập ngày 21 tháng 6 năm 1966
  - Trung đoàn tên lửa 284 (Đoàn Sông La)
- Thuộc Sư đoàn Phòng không 367, Quân đội nhân dân Việt Nam (Đoàn phòng không thành phố Hồ Chí Minh): thành lập ngày 21 tháng 9 năm 1954.
  - Trung đoàn tên lửa 261 (Đoàn Thanh Loa)
  - Trung đoàn tên lửa 263 (Đoàn Quang Trung)
  - Trung đoàn tên lửa 276
  - Trung đoàn tên lửa 93
- Thuộc Sư đoàn Phòng không 375, Quân đội nhân dân Việt Nam (Đoàn phòng không Đà Nẵng): thành lập tháng 1 năm 1968
  - Trung đoàn tên lửa 275 (Đoàn Sóc Sơn)
  - Trung đoàn tên lửa 282 (Đoàn Tam Giang)
- Thuộc Sư đoàn Phòng không 377, Quân đội nhân dân Việt Nam: thành lập ngày 27 tháng 5 năm 1968.
  - Trung đoàn tên lửa 274 (Đoàn Hùng Vương)

## Trang bị hiện nay
Binh chủng Tên lửa phòng không được trang bị các loại tên lửa đất đối không do Liên Xô (cũ) và Nga sản xuất:
- S-75 Dvina
- S-125 Neva/Pechora
- 9K35 Strela-10
- ZSU-23-4
- S-300PMU1
- Sypder

Tên lửa phòng không cá nhân:
- Strela 2
- 9K34 Strela-3
- 9K38 Igla

| Ảnh                 | Tên lửa                               | Nguồn gốc           | Loại                                                     | Phiên bản                                                                     | Số đơn vị                                                   | Chú thích                |
| Tên lửa phòng không | Tên lửa phòng không                   | Tên lửa phòng không | Tên lửa phòng không                                      | Tên lửa phòng không                                                           | Tên lửa phòng không                                         | Tên lửa phòng không      |
| ------------------- | ------------------------------------- | ------------------- | -------------------------------------------------------- | ----------------------------------------------------------------------------- | ----------------------------------------------------------- | ------------------------ |
|                     | S-75 Dvina (SA-2 Guideline)           | Liên Xô             | Hệ thống tên lửa đất đối không cố định                   | S-75 Volga SM3 (S-75SM3)                                                      | 300 hệ thống                                                |                          |
|                     | S-125 Neva/Pechora (SA-3 Goa)         | Liên Xô             | Hệ thống tên lửa đất đối không cố định                   | S-125 Pechora 2TM (S-125-2MT)                                                 | 100 hệ thống                                                |                          |
|                     | Strela 2 (SA-7 Grail)                 | Liên Xô             | Tên lửa đất đối không vác vai                            | Strela 2M (SA-7B).Việt Nam gọi là tên lửa A-72                                | Không rõ số lượng ống phóng                                 |                          |
|                     | 9K35 Strela-10 (SA-13 Gopher)         | Liên Xô             | Hệ thống tên lửa đất đối không di động                   | Strela-10M3                                                                   | 20 xe phóng                                                 |                          |
|                     | Tổ hợp tên lửa S-300 (SA-20 Gargoyle) | Nga                 | Hệ thống tên lửa đất đối không chiến lược tầm xa di động | S-300PMU-2                                                                    | 2 trung đoàn (2 tiểu đoàn hỏa lực cùng 2 tiểu đoàn hậu cần) | Nhập khẩu tên lửa từ Nga |
|                     | 9K38 Igla (SA-24 Grinch)              | Nga                 | Tên lửa đất đối không vác vai                            | Igla-1E (trang bị cho hải quân),Igla-M và Igla-S.Việt Nam gọi là tên lửa A-87 | Không rõ số lượng ống phóng                                 |                          |